# Mahunkazetes longicuspis
Mahunkazetes longicuspis är en kvalsterart som först beskrevs av Balogh och Sandór Mahunka 1967.  Mahunkazetes longicuspis ingår i släktet Mahunkazetes och familjen Mochlozetidae. Inga underarter finns listade i Catalogue of Life.